# Biserica de lemn din Deaj
Biserica de lemn din Deaj, comuna Mica, județul Mureș, a fost trecută din greșeală pe lista monumentelor istorice din 1955, greșeală ce s-a perpetuat și pe următoarele liste. Biserica dispăruse înainte de anul 1955. 

## Istoric și trăsături
Nu se cunosc detalii despre trăsăturile acestei biserici. Din conscripția lui Inocențiu Micu-Klein din 1733 aflăm că parohia era una ortodoxă, cu 82 de familii.
Din cărțile ce au aparținut bisericii de lemn din Deaj, amintim: Antologhion, Buzău, 1743; Evanghelie, București, 1760;
Antologhion, 1766; Penticostar, 1767; Cazanie, 1761; Molitvelnic, 1782 - toate de la Râmnicu Vâlcea.